# Vaux-sur-Sûre
Vaux-sur-Sûre là một đô thị của Bỉ. Đô thị này nằm ở tỉnh Luxembourg, vùng Wallonie.
Ngày 1 tháng 1 năm 2007, đô thị này có diện tích 135,87 km², có dân số 4.759 dân với mật độ dân số 35 người trên mỗi km².